# Mitohondrijski DNK
Mitohondrijski DNK (mtDNA, eng. mtDNA, mDNA) jest deoksiribonukleinska kiselina koja se nalazi u mitohondrijima, organelama u stanicama eukariotskih organizama koje pretvaraju kemijsku energiju iz hrane u oblik koje stanice umiju rabiti, adenozin trifosfat (ATP). Mitohondrijski DNA nije jedini DNA koji možemo naći u stanicama eukariota. Većina je u staničnoj jezgri, a kod biljaka i u kloroplastima. Kod jednostavnih organizama kao što su prokarioti (bakterije i arheje) stanična je jezgra raspršena i nije odvojena od citoplazme jezgrinom ovojnicom, a time ni DNA.
U ljudi mitohondrijski DNK može se shvatiti kao najmanji kromosom koji kodira 37 gena i sadrži približno 16 600 baznih parova. Ljudski mitohondrijski DNA prvi je znatni dio ljudskog genoma koji je sekvenciran. Kod većine vrsta mitohondrijska DNA nasljeđuje se samo po majci, a očev se mitohondrij odbacuje neposredno prije ulaska spermija u jezgru. Zbog toga se mitohondrijskim DNA-om može pratiti ljudske pretke po majčinoj liniji.
U tvorbi genoma zigote u oplođenoj jajnoj stanici majčin mitohondrijski DNK kombinira se s 23 kromosoma od svakoga roditelja. Stoga većina ljudskih stanica sadrži 23 para kromosoma zajedno s mitohondrijskim DNK-om naslijeđenom od majke. Iznimke su, primjerice, crvene krvne stanice.
Nasljeđivanje mtDNK po očinskoj liniji zabilježeno je u nekih kukaca poput voćne mušice, medonosnih pčela i Magicicada.
Neke praživotinje poput Cryptosporidiuma imaju mitohondrije koji nemaju nikakvoga DNK-a.